# Jef Van Extergem
Jef Van Extergem (Dendermonde, 18 februari 1898 - Ellrich, maart 1945) was een Vlaamse, socialistische en vervolgens communistische flamingant die poogde tot een synthese te komen tussen de Vlaamse Beweging en de arbeidersbeweging.
Hij gaf tijdens de Eerste Wereldoorlog mee vorm aan het socialistisch activisme. In 1920 werd hij door de Belgische staat wegens zijn activistische activiteiten veroordeeld tot twintig jaar gevangenisstraf, maar werd het jaar daarop vrijgelaten op voorwaarde dat hij zich niet meer met politieke activiteiten in zou laten. Hij stoorde zich daar niet aan, waardoor hij opnieuw in de gevangenis belandde van 1925 tot 1928. Afgezien van August Borms was hij de activist die het langst in de gevangenis verbleef. Nadat hij op 18 juni 1928 werd vrijgelaten, werd er op 24 juni in het Rubenspaleis te Antwerpen voor hem een hulde georganiseerd onder leiding van Roza de Guchtenaere. De Frontpartij weigerde echter mee te doen, omdat er ook communisten deelnamen en omdat Van Extergem het niet zou nalaten zijn eigen mening te verkondigen en op die manier de zogenaamde godsvrede zou verstoren. Na de hulde trok een betoging door de straten van Antwerpen, achter de portretten van Borms en Van Extergem.
Op 9 december 1928 moest in Antwerpen een tussentijdse verkiezing gehouden worden ter vervanging van een overleden liberaal volksvertegenwoordiger, Richard Kreglinger. Hoewel Van Extergem geen lid was, werd hij door de Belgische Kommunistische Partij (BKP) voorgedragen als amnestiekandidaat, maar wanneer de Frontpartij op de valreep August Borms naar voor schoof, deed Van Extergem een oproep om op Borms te stemmen al was het te laat om zijn eigen lijst terug te nemen. Op de dag van de Bormsverkiezing werd hij ook lid van de Belgische Kommunistische Partij in wiens schoot hij op 24 januari 1937, tezamen met Ferdinand Minnaert, René Dillen en Bert Van Hoorick, de Vlaamsche Kommunistische Partij (VKP) opricht. Hij nam binnen de VKP de functie van secretaris waar.
Ondanks zijn activisme tijdens de Eerste Wereldoorlog, wees hij tijdens de Tweede Wereldoorlog elke vorm van collaboratie met nazi-Duitsland af. In april 1943 werd hij na de verspreiding van een pamflet samen met de rest van de top van de VKP aangehouden en naar het Fort van Breendonk gevoerd, waar hij gemarteld werd door de Gestapo. In december werd hij naar het concentratiekamp Sachsenhausen gedeporteerd en verplicht tewerkgesteld bij Henckel. Daarna werd hij naar Ellrich, het buitencommando van het concentratiekamp Mittelbau-Dora, overgebracht, waar hij in maart 1945 de hongerdood stierf. Louis Paul Boon zei in datzelfde jaar: “Het mag niet zijn dat Jef Van Extergem alleen als communist gekend is en dat daarmede de groote Vlaamsche figuur, die hij is, uit het oog verloren wordt. Wij moeten in hem zien den idealist, den weerstander, die in zijn laatste vaarwel zegde: “Het is een heerlijk gevoel te sterven voor een ideaal”. Wij moeten in hem zien den man, die de Vlaamsche beweging op een breeder peil heeft willen uitwerken, die haar op een sociale basis bracht en tot de Vlaamsche volksmassa trachtte uit te breiden”.
Het (ondertussen verdwenen) partijlokaal van de Kommunistische Partij op het Antwerpse Sint-Jansplein 7 was naar Jef Van Extergem genoemd. Het telefoonnummer was toen 33.34.66 (pamflet Lenin 100 jaar 1970 BKP).